# Kane County (Utah)
Kane County ist ein County im Bundesstaat Utah der Vereinigten Staaten. Beim United States Census 2020 hatte das County 7667 Einwohner. Der Verwaltungssitz (County Seat) ist Kanab, die größte Stadt im County.

## Geographie
Nach Angaben des US Census Bureau bedeckt Kane County eine Fläche von 10.641 km², davon sind 302 Quadratkilometer Wasserflächen. Die südliche Grenze des Countys bildet die Grenze zum Bundesstaat Arizona. Das County grenzt im Uhrzeigersinn an die Countys: Garfield County, San Juan County, Coconino County Arizona (Arizona), Mohave County Arizona (Arizona), Washington County und Iron County.

## Geschichte
Kane County wurde nach Col. Thomas L. Kane benannt. Er war ein Freund der Mormonensiedler. Das County wurde im Jahre 1864 gegründet.

## Demografische Daten

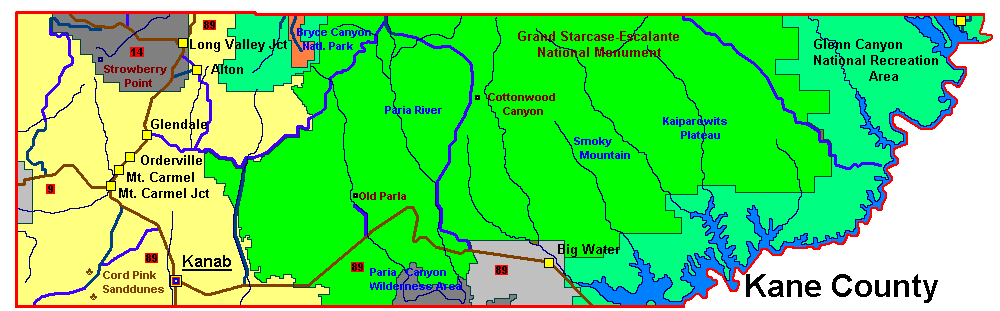
Kane County Details

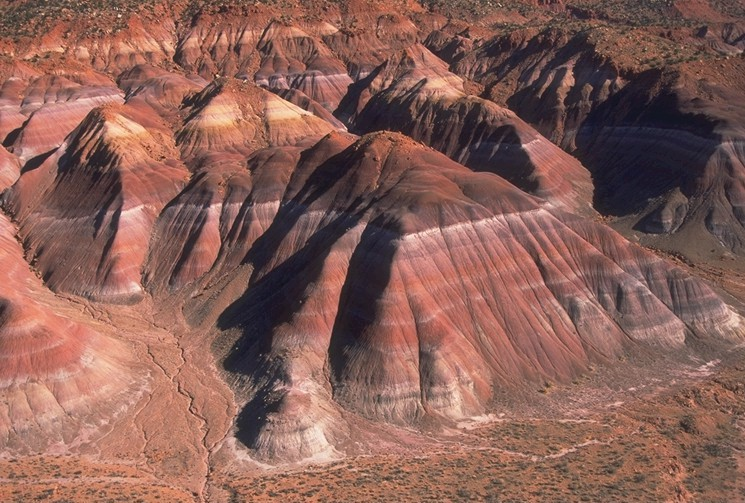
Chinle Badlands Grand Staircase-Escalante National Monument Kane County

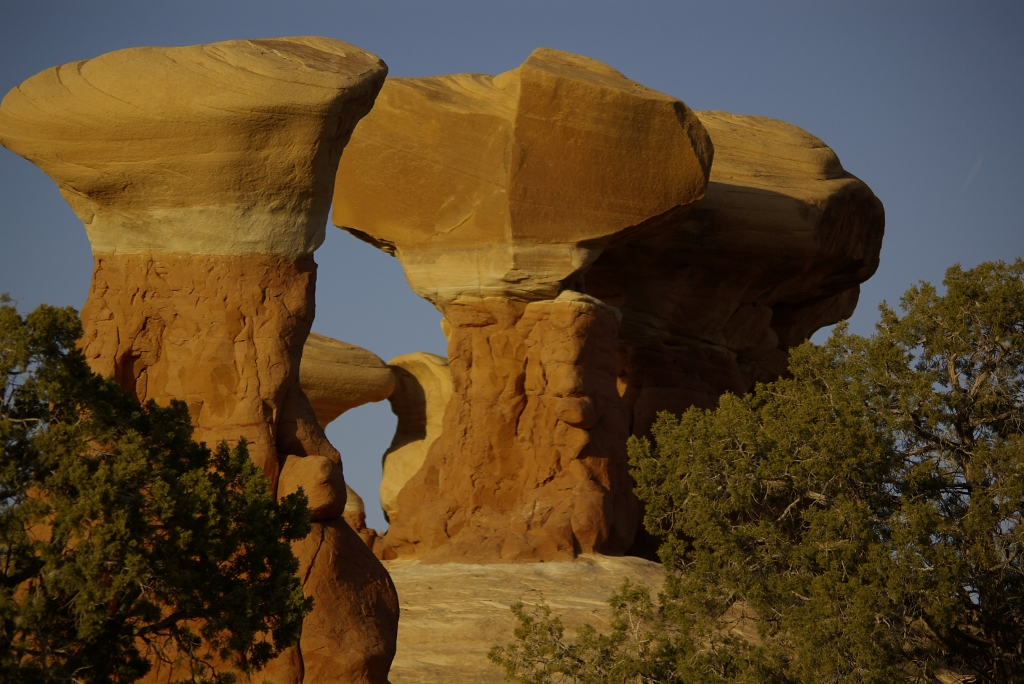
Devils Garden

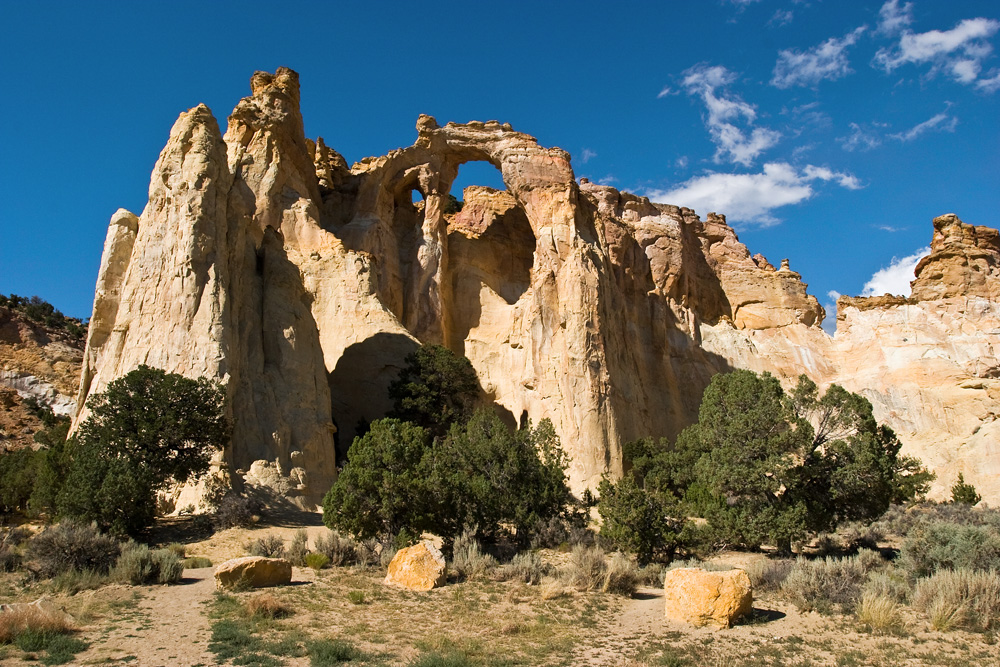
Grosvenor Arch

Nach der Volkszählung im Jahr 2000 lebten im Kane County 6046 Menschen. Es gab 2237 Haushalte und 1628 Familien. Die Bevölkerungsdichte betrug 1 Einwohner pro Quadratkilometer. Ethnisch betrachtet setzte sich die Bevölkerung zusammen aus 96,00 % Weißen, 0,03 % Afroamerikanern, 1,55 % amerikanischen Ureinwohnern, 0,22 % Asiaten, 0,05 % Bewohnern aus dem pazifischen Inselraum und 0,74 % aus anderen ethnischen Gruppen; 1,41 % stammten von zwei oder mehr ethnischen Gruppen ab. 2,32 % der Bevölkerung waren spanischer oder lateinamerikanischer Abstammung.
Von den 2237 Haushalten hatten 32,20 % Kinder und Jugendliche unter 18 Jahre, die bei ihnen lebten. 64,60 % waren verheiratete, zusammenlebende Paare, 6,00 % waren allein erziehende Mütter. 27,20 % waren keine Familien. 23,30 % waren Singlehaushalte und in 10,20 % lebten Menschen im Alter von 65 Jahren oder darüber. Die Durchschnittshaushaltsgröße betrug 2,67 und die durchschnittliche Familiengröße lag bei 3,21 Personen.
Auf das gesamte County bezogen setzte sich die Bevölkerung zusammen aus 29,40 % Einwohnern unter 18 Jahren, 6,80 % zwischen 18 und 24 Jahren, 21,20 % zwischen 25 und 44 Jahren, 25,90 % zwischen 45 und 64 Jahren und 16,70 % waren 65 Jahre alt oder darüber. Das Durchschnittsalter betrug 39 Jahre. Auf 100 weibliche Personen kamen 98,30 männliche Personen, auf 100 Frauen im Alter ab 18 Jahren kamen statistisch 94,10 Männer.
Das jährliche Durchschnittseinkommen eines Haushalts betrug 34.247 USD, das Durchschnittseinkommen der Familien betrug 40.030 USD. Männer hatten ein Durchschnittseinkommen von 30.655 USD, Frauen 20.406 USD. Das Prokopfeinkommen betrug 15.455 USD. 7,90 % der Bevölkerung und 5,50 % der Familien lebten unterhalb der Armutsgrenze. 9,30 % davon waren unter 18 Jahre und 5,40 % waren 65 Jahre oder älter.

## Orte im Kane County
Citys
| - Kanab |

Towns
| - Alton - Big Water | - Glendale - Orderville |

Unincorporated Communitys
| - Duck Creek Village - Mount Carmel Junction |

Geisterstädte
| - Paria |

## Flüsse
Im County liegt die Wasserscheide zwischen dem Flusssystem des Colorado Rivers und dem Großen Becken. Hier entspringen der Sevier River und sein Seitenarm East Fork Sevier zum Großen Becken und von Ost nach West der Paria River, der Kanab Creek und die beiden Quellarme des Virgin Rivers North Fork Virgin und East Fork Virgin zum Colorado River.